# Lista românilor medaliați la Olimpiada Internațională de Fizică

## Medaliați români
Olimpicii din echipa României medaliați cu aur:
| Nume                   | Echipă  | Medalii  | Medalii     | Medalii     |  |  |
| Eniceicu Dan Ștefan    | România | aur 2014 |             |             |  |  |
|                        |         |          |             |             |  |  |
| Frunză Cristian        | România | aur 2013 | aur 2014    |             |  |  |
| Luca Victor Ilieșiu    | România | aur 2011 |             |             |  |  |
| Ana Roxana Pop         | România | aur 2011 |             |             |  |  |
| Marius Constantin      | România | aur 2009 | argint 2010 |             |  |  |
| Virgil Baran           | România | aur 2009 |             |             |  |  |
| Peter Szerzo           | România | aur 2009 |             |             |  |  |
| Andrada Ianuș          | România | aur 2008 |             |             |  |  |
| Andrei Anghel          | România | aur 2006 | aur 2005    |             |  |  |
| Cristian Proistosescu  | România | aur 2005 | bronz 2004  |             |  |  |
| Teodor Mihai Moldovan  | România | aur 2005 |             |             |  |  |
| Andrei Constantin      | România | aur 2004 | argint 2005 | argint 2003 |  |  |
| Silviu Ștefan Pufu     | România | aur 2003 | argint 2002 |             |  |  |
| Daniel Ciprian Preda   | România | aur 1996 |             |             |  |  |
| Mihai Ibănescu         | România | aur 1996 |             |             |  |  |
| Bogdan Andrei Bernevig | România | aur 1996 |             |             |  |  |

Olimpicii din echipa României medaliați cu argint:
| Nume                                                         | Echipă  | Medalii     | Medalii       |
| ------------------------------------------------------------ | ------- | ----------- | ------------- |
| Tudor Giurgică-Tiron                                         | România | argint 2011 |               |
| Matei Ioniță                                                 | România | argint 2011 | bronz 2010    |
| Roberta Răileanu                                             | România | argint 2011 |               |
| Gabriel Petrică                                              | România | argint 2009 | bronz 2008    |
| Ovidiu Alexandru Cotlet                                      | România | argint 2009 |               |
| Mihai Dorian Vidrighin                                       | România | argint 2008 |               |
| Edvin Memet                                                  | România | argint 2008 | mențiune 2007 |
| Georgel Bogdan Alexandru                                     | România | argint 2008 | argint 2007   |
| Cristina Georgeta Popa                                       | România | argint 2007 |               |
| Bogdan Stoica                                                | România | argint 2006 | argint 2005   |
| Alexandru Turcu                                              | România | argint 2006 |               |
| Alexandru Mihai Carp                                         | România | argint 2004 |               |
| Vlad Ureche                                                  | România | argint 2004 |               |
| Marius Cauțun                                                | România | argint 2003 |               |
| Tiberiu Teșileanu                                            | România | argint 2002 |               |
| Răzvan Tătăroiu                                              | România | argint 2002 |               |
| Răzvan Chereji Arhivat în 30 iulie 2009, la Wayback Machine. | România | argint 2002 |               |
| Cătălin Ciobanu                                              | România | argint 2002 |               |
| Costin Bontas                                                | România | argint 1999 |               |
| Constantin Tănasa                                            | România | argint 1999 |               |
| Monica Guica                                                 | România | argint 1999 |               |
| Liviu Bozga                                                  | România | argint 1996 |               |

Olimpicii din echipa României medaliați cu bronz:
| Nume                       | Echipă  | Medalii    | Medalii    |
| -------------------------- | ------- | ---------- | ---------- |
| Ștefan Ionuț Blesneag      | România | bronz 2010 |            |
| Daniel Ciocîrlan           | România | bronz 2010 |            |
| Alexandru Bogdan Georgescu | România | bronz 2007 | bronz 2006 |
| Victor Popescu Stroe       | România | bronz 2007 |            |
| Ion Gabriel Mihăilescu     | România | bronz 2006 |            |
| Ștefan Bucur               | România | bronz 2004 |            |
| Alexandru Hening           | România | bronz 2003 |            |
| Bogdan Marinoiu            | România | bronz 1999 |            |
| Mihail Amarie              | România | bronz 1999 |            |
| Nicola Sorin Tănase        | România | bronz 1996 |            |
| Florin Liviu Dimache       | România | bronz 1995 |            |
| Claudiu Andrei Stan        | România | bronz 1995 |            |

Olimpicii din echipa României menționați:
| Nume              | Echipă  | Medalii       |
| ----------------- | ------- | ------------- |
| Miron Călin       | România | mențiune 2003 |
| Ștefan Ichim      | România | mențiune 2000 |
| Iulian Sandu Popa | România | mențiune 2000 |
| Florin Ioniță     | România | mențiune 2000 |

## Medalii, pe ani
- 2011: două medalii de aur și trei de argint [1]